# تایکو اینترنشنال

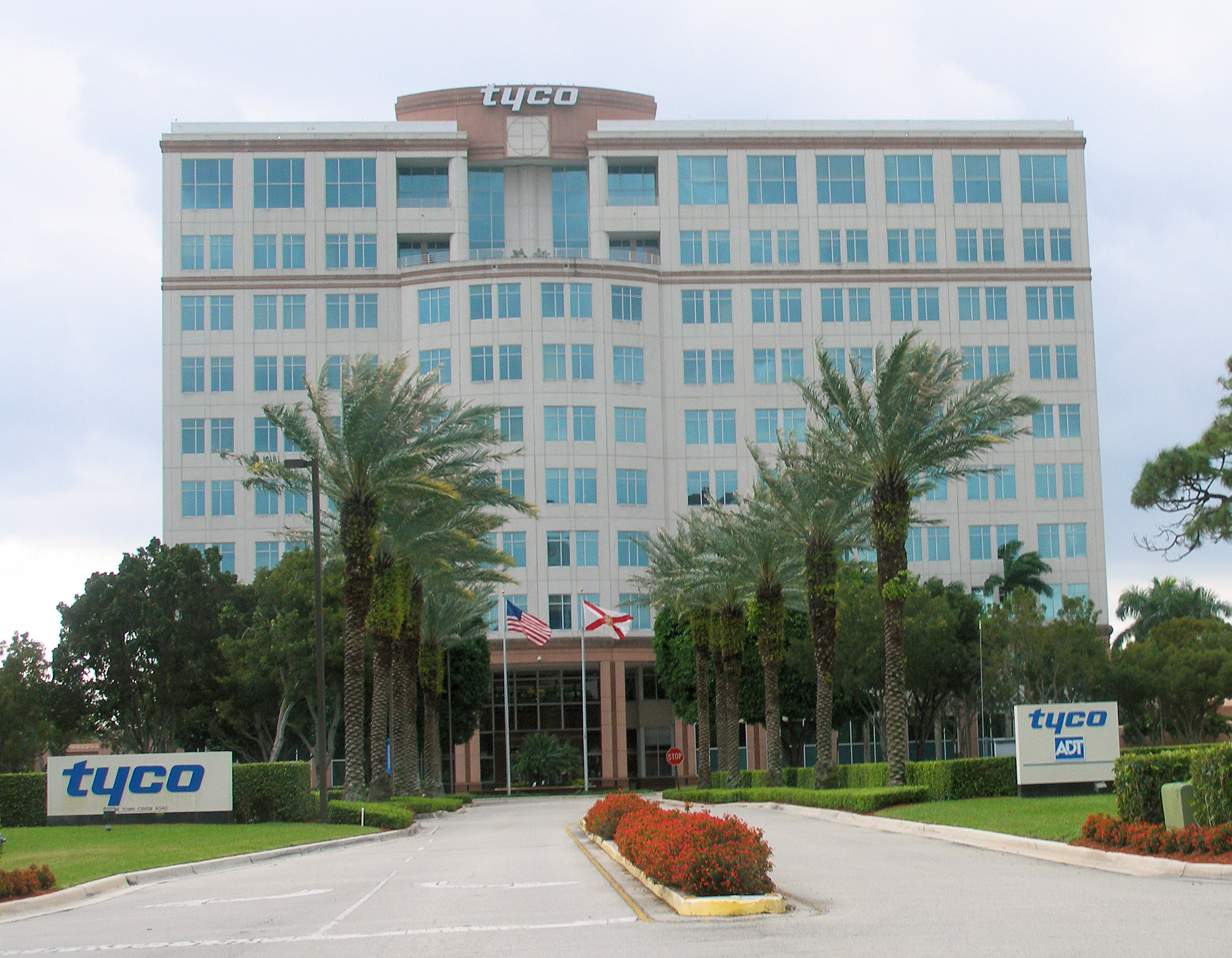
ساختمان مرکزی تایکو اینترنشنال

تایکو اینترنشنال (به انگلیسی: Tyco International) شرکت خوشه‌ای و خدمات امنیتی آمریکایی است، که در زمینه ساخت سیستم‌های اعلام حریق و ایمنی در برابر آتش، تجهیزات مخابراتی، دزدگیر، سیستم‌های نظارت و بازرسی، سیستم‌های امنیتی و اطلاعاتی فعالیت می‌کند.
شرکت تایکو در سال ۱۹۶۰ توسط آرتور جی. روزنبرگ تأسیس شد و در طول ۵ دهه گذشته، از طریق خریداری و ادغام شمار زیادی از شرکت‌ها، در حوزه‌های مختلفی فعالیت نمود و امروزه دارای چندین شرکت تابعه و زیرمجموعه می‌باشد، که این شرکت‌ها در زمینه‌هایی چون: سیستم‌های بازرسی و نظارت الکترونیکی، داروسازی، تجهیزات پزشکی و آزمایشگاهی، تجهیزات مخابراتی و الکترونیکی، شبکه‌های رایانه‌ای، نیم‌رساناها، کابل‌های ارتباطی زیردریایی، مهندسی مکاترونیک و صنایع بسته‌بندی فعالیت می‌نمایند.
دفاتر مرکزی این شرکت در شفوزان، سوئیس و پرینستون، نیوجرسی، ایالات متحده آمریکا قرار دارد و بخشی از سهام آن در بازار بورس نیویورک معامله می‌شود. از شرکت‌های تابعه شناخته شده تایکو می‌توان به شرکت امنیتی ای‌دی‌تی، گرینل، امریکن داینامیکس، آنسول، کانتکس و سافتور هاوس اشاره کرد.